# Alessandro Cattelan
Alessandro Cattelan (nacido el 11 de mayo de 1980 en Tortona, Italia) es un presentador de radio y televisión italiano conocido por presentar la edición italiana de Total Request Live, transmitida por MTV Italia, y Le Iene, transmitida por Italia 1 de Mediaset. Cattelan también presentó la versión italiana de The X Factor de 2011 a 2020.
Durante la temporada 2018-19, Cattelan presentó el programa tardío italiano E poi c'è Cattelan (EPCC), al aire en Sky Uno. También fue nominado como posible candidato para el Festival de Música de Sanremo 2020, además de ser confirmado por la RAI como uno de los tres anfitriones del Festival de la Canción de Eurovisión 2022, junto a Laura Pausini y Mika, luego de que firmara un contrato con la emisora nacional.
Cattelan es un fanático del club de fútbol Inter de Milán y, a menudo, está presente en el estadio y en las sesiones de entrenamiento del equipo.

## Filmografía
| Título                            | Año  | Rol               | notas                 |
| --------------------------------- | ---- | ----------------- | --------------------- |
| Ogni maledetto natale             | 2014 | Massimo Marinelli | Debut cinematográfico |
| La película Angry Birds           | 2016 | Chuck (voz)       | Doblaje italiano      |
| La vida secreta de las mascotas   | 2016 | Máximo (voz)      | Doblaje italiano      |
| Volví                             | 2018 | Él mismo          | Cameo                 |
| La película Angry Birds 2         | 2019 | Chuck (voz)       | Doblaje italiano      |
| La vida secreta de las mascotas 2 | 2019 | Máximo (voz)      | Doblaje italiano      |

## Televisión
| Título                                   | Año       | Canal         | Rol                | notas                                              |
| ---------------------------------------- | --------- | ------------- | ------------------ | -------------------------------------------------- |
| Ziggie                                   | 2003-2005 | Italia 1      | Presentador        | Programa de televisión para niños (temporadas 2-3) |
| Más buscado                              | 2004-2005 | MTV Italia    | Presentador        | programa de entrevistas                            |
| Viva Las Vegas                           | 2005      | MTV Italia    | Presentador        | Reality show                                       |
| Total Request Live                       | 2005-2008 | MTV Italia    | Presentador        | Programa musical (temporadas 6 a 9)                |
| Le Iene                                  | 2006      | Italia 1      | Reportero          | Programa satírico (temporada 10)                   |
| Total Request Live de gira               | 2006-2008 | MTV Italia    | Presentador        | Versión Tour de Total Request Live                 |
| Lázaro                                   | 2008      | MTV Italia    | coanfitrión        | Reality show                                       |
| Factor X                                 | 2011-2020 | Sky Uno       | Presentador        | Espectáculo de talentos (temporadas 5-14)          |
| Italia ama a Emilia                      | 2012      | Sky Primafila | Presentador        | Especial                                           |
| E poi c'è Cattelan                       | 2014-2020 | Sky Uno       | Presentador        | Show tardío                                        |
| David de Donatello 2016                  | 2016      | Sky Uno       | Presentador        | ceremonia anual                                    |
| David de Donatello 2017                  | 2017      | Sky Uno       | Presentador        | ceremonia anual                                    |
| Il grande                                | 2021      | Rai 1         | Presentador        | Espectáculo de variedades en dos noches            |
| Alessandro Cattelan: una simple pregunta | 2022      | Netflix       | Creador, anfitrión | serie documental                                   |